# Salawangi
Salawangi is een bestuurslaag in het regentschap Majalengka van de provincie West-Java, Indonesië. Salawangi telt 3683 inwoners (volkstelling 2010).